# IC 2260
IC 2260 је појединачна звијезда у сазвјежђу Рак која се налази на листи објеката дубоког неба у Индекс каталогу.
Деклинација објекта је + 24° 40' 24" а ректасцензија 8h 17m 27,5s.